# Raffaele Montuori
Raffaele Montuori (Portici, 23 ottobre 1879 – Roma, 13 dicembre 1960) è stato un prefetto e politico italiano.
Entra nell'amministrazione dell'interno nel 1908. È stato prefetto e presidente della Camera di commercio di Mantova e vice-governatore di Roma. Senatore dal 1939 è stato dichiarato decaduto con sentenza dell'Alta Corte di Giustizia per le Sanzioni contro il Fascismo con sentenza del 16 novembre 1944.